# Omar al-Somah
Omar Jehad al-Somah (arabisch عمر السومة; * 23. März 1989 in Deir ez-Zor) ist ein syrischer Fußballspieler. Er ist mit über 180 Toren mit weitem Abstand  Rekordtorschütze von al-Ahli.

## Karriere

### Verein
Er begann seine Karriere in der Jugend von al-Futowa und stieg zur Saison 2008/09 in die erste Mannschaft auf. Zur Saison 2011/12 wechselte er nach Kuwait zum al-Qadsia SC. In seiner ersten Saison gewann er den Emir-Pokal sowie in der Folgesaison den nationalen Supercup. Die Spielzeit 2013/14 schloss er mit seinem Team als AFC-Cup-Sieger ab.
Zur Saison 2014/15 wechselte er nach Saudi-Arabien zum dortigen Rekordmeister al-Ahli. Diese Spielzeit beendete er gleich mit dem Gewinn des Saudi Crown Prince Cup. Zudem wurde er in der Liga mit 22 Treffern Torschützenkönig, landete mit seiner Mannschaft jedoch nur auf dem zweiten Platz, mit vier Punkten Abstand auf den Meister al-Nasr. Die nächste Saison verlief wesentlich erfolgreicher für ihn und seinen Klub. So wurde er nicht nur erneut Torschützenkönig (diesmal mit 27 Toren), sondern erreichte zusammen mit seiner Mannschaft auch die Meisterschaft sowie den Pokal und er persönlich wurde zudem noch zum Spieler der Saison gewählt. Abschließend gewann er dann auch noch zum Start der Saison 2016/17 mit seiner Mannschaft den Superpokal. Zum dritten Mal in Folge wurde er mit 24 Toren wieder Torschützenkönig. Seine Mannschaft landete aber erneut nur auf dem zweiten Platz. Diesmal hatte al-Hilal einen Vorsprung von ganzen elf Punkten. Danach konnte er mit seiner Mannschaft aber nicht an frühere Erfolge anknüpfen und rutschte ins Mittelfeld der Tabelle ab, die Marke von 20 Toren pro Saison konnte er bis heute nicht mehr knacken. Mit sehr weitem Abstand ist er aber schon heute der Rekordtorschütze von al-Ahli.
Für die Saison 2022/23 wurde er an den katarischen Klub al-Arabi verliehen.

### Nationalmannschaft
Nach ein paar Einsätzen in der U20 und der U23 hatte er am 11. Oktober 2012 seinen ersten Einsatz im Trikot der syrischen Nationalmannschaft. Bei dem 1:1-Freundschaftsspiel auswärts gegen Kuwait wurde er während der Partie erstmals eingewechselt. Danach folgten noch drei Spiele bei der Westasienmeisterschaft 2012 und darauf folgte erst einmal eine längere Pause.
Ende August 2017 stieg er dann nach einer zwischenzeitlichen Verletzung wieder erstmals in ein Spiel der Nationalmannschaft ein. Bei der folgenden Asienmeisterschaft 2019 (welche für ihn das erste große Turnier wurde) trug er dann auch schon in zwei Partien die Kapitänsbinde. Dies sollte sich weiter fortsetzen und bis November führte er fast ununterbrochen das Kapitänsamt aus. Bis heute kamen jedoch keine weiteren Einsätze für die Mannschaft hinzu.

## Auszeichnungen
Saudi Professional League
- Torschützenkönig: 2014/15, 2015/16, 2016/17